# Osmund Hansen
Osmund Hansen (* 23. März 1908 in Skovshoved (jetzt Kopenhagen); † 22. Juli 1995 in Skovshoved) war ein dänischer Maler und Grafiker.
Osmund Hansen begann mit 15 Jahren eine Ausbildung im Büro der Nordseeländischen Elektrizitäts- und Eisenbahngesellschaft (NESA) und studierte von 1926 bis 1930 Malerei an der Technischen Schule Hellerup, an der Folmer Bonnéns Malerschule und an der Statens Croquis Schule in Kopenhagen. Ab dem Jahr 1933 gestaltete und entwarf er Werbeplakate und Inneneinrichtungen für seinen Arbeitgeber NESA. 1944 gründete er mit Unterstützung der Firmenleitung die erste Betriebskunstgesellschaft Dänemarks. Seine erste eigene Ausstellung war im Jahr 1946 im Schloss Charlottenborg/Kopenhagen. 1977 wurde er nach Rom als Vorsitzender der Skandinavischen Künstlergesellschaft berufen. 1978 folgte eine Ausstellung mit eigenen Bildern in der Dänischen Akademie in Rom. Nach 1980 war Osmund Hansen an zahlreichen internationalen Ausstellungen und Messen beteiligt. 1991 wurden seine Werke erstmals in Deutschland präsentiert.
Osmund Hansen zählt zu den bedeutendsten Konstruktivisten des skandinavischen Raumes und findet internationale Anerkennung. Er gilt als Meister der weichen Vierecke. Obwohl die Bilder abstrakte Malerei sind, beziehen sie sich doch auf die Natur. Der Maler sucht seine Inspiration in der Natur und in dem nahen Umfeld.

## Ehrungen
- 1950–53, 1959 Vorstandsmitglied Charlottenborg (Königlich Dänische Kunstakademie)
- 1961–67 Jurymitglied Charlottenborg
- 1977–78 Vorsitzender des Skandinavischen Vereins in Rom
- Verleihung: Königliche Medaille 1. Grad